# Mirko Mayer
Mirko Mayer, slovenski novinar, * 23. december 1984.
Mayer je nekdanji novinar v oddaji Svet na Kanalu A, od leta 2014 do 2023 pa je deloval na Planet TV, kjer je bil odgovorni urednik informativnega programa. Od 1. decembra 2023 je svetovalec madžarske medijske hiše TV2 Media Group.
Od septembra 2024 skupaj s Petrom Meršetom ustvarja podkast Tedenski safari po politični savani, ki izhaja vsak petek.

## Zasebno
Bil je poročen s Tjašo Mayer (prej Golob), s katero ima dva otroka. Leta 2016 se je zaročil z novinarko Kajo Flisar, s katero ima sina.

## Kontroverze
Mayer je marca 2021 v polemiki o nastopu predsednika vlade Janeza Janše pred posebno skupino evropskega parlamenta za spremljanje spoštovanja demokracije, načel pravne države in temeljnih svoboščin, kjer je premier predčasno zapustil razpravo, ker predsedujoča nizozemska poslanka ni predvajala njegovega posnetka o svobodi medijev, zavzel stališče, v katerem je Kraljevino Nizozemsko in politične predstavnike te države označil za neugledne, saj da Nizozemska nosi krivdo za genocid v Srebrenici.